# Argelliers
Argelliers – miejscowość i gmina we Francji, w regionie Oksytania, w departamencie Hérault.
Według danych na rok 1990 gminę zamieszkiwały 534 osoby, a gęstość zaludnienia wynosiła 11 osób/km² (wśród 1545 gmin Langwedocji-Roussillon Argelliers plasuje się na 501. miejscu pod względem liczby ludności, natomiast pod względem powierzchni na miejscu 64.).